# Valprivas
Valprivas település Franciaországban, Haute-Loire megyében. Lakosainak száma 540 fő (2022. január 1.). Valprivas Merle-Leignec, Saint-Hilaire-Cusson-la-Valmitte, Bas-en-Basset, Boisset és Tiranges községekkel határos.

## Népesség
A település népessége az elmúlt években az alábbi módon változott:
| Lakosok száma | 461  | 300  | 356  | 472  | 483  | 483  | 509  | 520  | 527  | 540  |
|               | 1968 | 1982 | 1990 | 2006 | 2013 | 2015 | 2017 | 2019 | 2020 | 2022 |